# Eclipse – Biss zum Abendrot
Eclipse – Biss zum Abendrot ist ein US-amerikanischer Spielfilm, der auf dem Roman Bis(s) zum Abendrot von Stephenie Meyer basiert und somit die Fortsetzung der Filme Twilight – Biss zum Morgengrauen und New Moon – Biss zur Mittagsstunde ist.
Premiere feierte der Film am 24. Juni 2010 in Los Angeles, in Deutschland am 15. Juli 2010. Die Regie hat David Slade übernommen, die Hauptrollen haben wie im vorherigen Film Robert Pattinson, Kristen Stewart und Taylor Lautner. Rachelle Lefèvre, die die Rolle der Victoria in den ersten beiden Filmen gespielt hat, wird von Bryce Dallas Howard abgelöst.

## Handlung
Die Handlung beginnt mit einer Rückblende nach Seattle vor einem Jahr. Ein junger Student, Riley Biers, wird in einer dunklen, menschenleeren Gasse von einem Vampir verfolgt, gebissen und bricht am Ende unter qualvollen Schreien zusammen.
Es erfolgt ein Sprung in die Gegenwart, nach Forks. Bella und ihr Freund Edward Cullen, ein Vampir, stehen kurz vor ihrem Abschluss an der Forks High School. Bella sieht dem bevorstehenden Ereignis mit gemischten Gefühlen entgegen. Einerseits soll sie von Carlisle, wie vereinbart, in einen Vampir verwandelt werden; andererseits fällt ihr der baldige Abschied von ihrer menschlichen Familie und ihren Freunden, für die es keinen Platz mehr in ihrem neuen, gefährlichen Leben geben wird, sehr schwer. Edward versucht, sie weiterhin davon zu überzeugen, ein Mensch zu bleiben, doch Bella bleibt unnachgiebig. Einen weiteren Streitpunkt zwischen den beiden stellt Jacob Black dar, ein Werwolf und Todfeind der Vampire, der nach Edwards Rückkehr aus Italien den Kontakt zu Bella abgebrochen hat. Bella, die nach langen Monaten des Hausarrests von Charlie mit der Bedingung erlöst wird, sich mit Jacob auszusöhnen, sucht daraufhin wieder Kontakt zu ihrem ehemaligen besten Freund. Dies stößt wiederum bei Edward auf Ablehnung, der um Bellas Sicherheit fürchtet, da die Werwölfe sich, wie er befürchtet, nicht unter Kontrolle haben und Bella bei einer Verwandlung verletzen oder sogar töten könnten.
Victoria kehrt wieder nach Forks zurück und wird, ohne Bellas Wissen, von den Cullens und den Werwölfen in ihren jeweiligen Territorien gejagt. Dabei überschreitet der übereifrige Emmett die Grenze und gerät mit dem Werwolf Paul aneinander. In dem Tumult kann Victoria entkommen. Daraufhin taucht Jacob an Bellas Schule auf, um Edward vor einer erneuten Grenzüberschreitung zu warnen. Verärgert darüber, dass Edward ihr Victorias Rückkehr verschwiegen hat, fährt Bella mit Jacob auf dessen Motorrad davon. Während sie den restlichen Tag in Jacobs Reservat verbringt, schleicht ein fremder Vampir, Riley, in ihrem Haus und Zimmer herum. Der Eindringling verschwindet, ohne dem schlafenden Charlie etwas anzutun, wobei er dennoch eine Bluse und noch einige weitere Dinge, an denen Bellas Geruch haftet, mitnimmt.
Zwischenzeitlich lenkt eine Verbrechensserie in Seattle die Aufmerksamkeit der Cullens auf sich. Alles deutet darauf hin, dass jemand eine Neugeborenenarmee zusammenstellt, mit deren Hilfe ein in der näheren Umgebung lebender Vampirzirkel, welches einzig die Cullens sind, angegriffen werden soll. Tatsächlich ist Riley von Victoria beauftragt worden, die Armee aus Vampiren zusammenzustellen, die Bella als Rache für James Tod umbringen sollen. Mittels der Sachen, die Riley aus Bellas Haus gestohlen hat, sollen die Neugeborenen sie später aufspüren. Die Cullens beschließen, das Treiben in Seattle selbst zu beenden, bevor die Volturi in Erwägung ziehen können, einzugreifen und nebenbei durch einen Besuch in Forks zu überprüfen, ob Bella noch ein Mensch ist.
Bei einem weiteren Besuch Bellas bei Jacob gesteht dieser ihr seine Liebe und küsst sie anschließend gegen ihren Willen, woraufhin sie ihm mit der Faust ins Gesicht schlägt, sich dabei jedoch nur selbst verletzt, indem sie sich die Hand prellt. Auf der Abschlussparty bei den Cullens verzeiht Bella dem unerwartet dazukommenden Jacob, während Alice eine Vision vom Erscheinen der Neugeborenenarmee in Forks hat. Sehr zu Edwards Missfallen gehen die Werwölfe daraufhin eine Allianz mit den Cullens ein, um die Bewohner der Stadt und Bella vor der Bedrohung zu schützen. Gemeinsam bereiten sie sich auf den bevorstehenden Kampf vor.
Bella nimmt Edwards Heiratsantrag letztlich an, da er ihr verspricht, sie danach einerseits selbst zu verwandeln, andererseits noch vor ihrer Verwandlung mit ihr zu schlafen. Einen Tag vor dem Kampf begeben sich Edward, Bella und Jacob zu einer abgelegenen Stelle in den Bergen, wo Bella vor den Neugeborenen in Sicherheit gebracht werden soll. In der folgenden Nacht haben Jacob und Edward ein tiefgehendes Gespräch, welches sich um Edwards und Jacobs Gefühle für Bella und deren Zukunft dreht. Als Jacob am Morgen des Kampfes von Bellas Verlobung mit Edward erfährt, provoziert er einen lang ersehnten Kuss von Bella, indem er ihr verkündet, im Kampf auf das eigene Überleben keine Rücksicht nehmen zu wollen. Dabei wird Bella klar, dass sie sich in ihn verliebt hat. Anschließend zieht Jacob in den Kampf, verspricht jedoch, zurückzukehren. Bei der darauffolgenden Aussprache mit Edward erklärt Bella ihm, dass sie ihn mehr liebe als Jacob. Seth, der Jüngste im Rudel, bleibt an Jacobs Stelle bei Edward und Bella. Kurz darauf beginnt der Kampf, bei dem fast alle Neugeborenen von den Cullens und den Werwölfen getötet werden. Jacob wird später jedoch durch eine unüberlegte Aktion von Leah schwer verletzt und von den restlichen Werwölfen zurück ins Reservat gebracht.
Unverhofft tauchen Riley und Victoria währenddessen an Bellas Versteck auf, womit klar wird, dass Victoria die Urheberin der Neugeborenenarmee gewesen ist. Seth und Edward können die beiden vernichten und somit Bellas Leben retten. Als Alice die Ankunft der Volturi voraussieht, eilen Edward und Bella zur Lichtung, wo die Cullens und die Wölfe gegen die Neugeborenen gekämpft haben. Jane, Alec, Felix und Demetri sind von der Leistung der Cullens beeindruckt und bereuen vorgeblich, zu spät gekommen zu sein. In Wahrheit wussten sie von Victorias Plänen, griffen jedoch absichtlich nicht früher ein. Jane erinnert die Cullens daran, ihr Versprechen, Bella in einen Vampir zu verwandeln, baldmöglichst einzuhalten. Sie verbietet ihnen, eine der Neugeborenen, Bree, die sich im Kampf ergeben hat, am Leben zu lassen. Das Mädchen wird von Felix, einem Volturi-Wächter, auf Janes Befehl hin umgebracht.
Bella besucht den verletzten Jacob noch ein letztes Mal, um sich von ihm zu verabschieden. Sie erklärt ihm, dass sie, trotz ihrer Gefühle für ihn, mit Edward zusammen bleiben wird. Jacob will jedoch die Hoffnung, sie würde ihre Meinung irgendwann doch ändern, nicht aufgeben. Um Edward davon zu überzeugen, dass sie die richtige Entscheidung für sich getroffen habe, erklärt Bella ihm, dass sie sich trotz des Leids, das sie in seiner Welt erfahren habe, noch nie zuvor so stark und wahrhaftig gefühlt habe. Edwards Welt sei nun auch ihre Welt, wo sie ihrer Meinung nach auch hingehöre. Daher entscheide sie sich für ein Leben als Vampir an seiner Seite, welches sie nun anfangen möchte zu leben. Nun stehen beide vor der Aufgabe, Charlie von ihrer Hochzeit zu erzählen.

## Kritiken
„Vampir Edward (Robert Pattinson) und Werwolf Jacob (Taylor Lautner) zicken sich weiter wegen Bella (Kristen Stewart) an, die im dritten Teil endgültig zur Nervensäge wird. ‚Warum machen eigentlich all diese Kreaturen so viel Wind um eine totäugige Langweilerfrau, die nicht weiß, was sie will?‘, fragte ein entnervter US-Kritiker. Die Antwort kennt nur der Groschenroman. Regisseur David Slade lässt immerhin die Armee der neugeborenen Vampire aufmarschieren, die etwas die Spannung erhöhen, aber selbst wenn Köpfe oder Arme abgeschlagen werden, darf kein einziger Spritzer Blut zu sehen sein. So was ist verboten in der keimfreien Welt der romantischen Liebesmonster. Fazit: Teil 3 der ‚Twilight‘-Saga bietet etwas mehr Action, aber das endlose Liebesgequatsche ist oft von unfreiwilliger Komik.“

## Synchronisation
| Darsteller          | Rolle               | Synchronsprecher     |
| ------------------- | ------------------- | -------------------- |
| Kristen Stewart     | Bella Swan          | Annina Braunmiller   |
| Robert Pattinson    | Edward Cullen       | Johannes Raspe       |
| Taylor Lautner      | Jacob Black         | Max Felder           |
| Bryce Dallas Howard | Victoria            | Marion von Stengel   |
| Billy Burke         | Charlie Swan        | Thomas Amper         |
| Peter Facinelli     | Dr. Carlisle Cullen | Philipp Moog         |
| Elizabeth Reaser    | Esme Cullen         | Elisabeth Günther    |
| Ashley Greene       | Alice Cullen        | Laura Maire          |
| Jackson Rathbone    | Jasper Hale         | Benedikt Gutjan      |
| Nikki Reed          | Rosalie Hale        | Angela Wiederhut     |
| Kellan Lutz         | Emmett Cullen       | Stefan Günther       |
| Xavier Samuel       | Riley Biers         | Cyril Geffcken       |
| Dakota Fanning      | Jane                | Farina Brock         |
| Chaske Spencer      | Sam Uley            | Jan Odle             |
| Julia Jones         | Leah Clearwater     | Maren Rainer         |
| Booboo Stewart      | Seth Clearwater     | Maximilian Belle     |
| Kiowa Gordon        | Embry Call          | Manuel Straube       |
| Anna Kendrick       | Jessica Stanley     | Gabrielle Pietermann |
| Christian Serratos  | Angela Weber        | Jacqueline Belle     |
| Michael Welch       | Mike Newton         | Roman Wolko          |
| Justin Chon         | Eric Yorkie         | Patrick Roche        |
| Sarah Clarke        | Renée Dwyer         | Claudia Lössl        |
| Gil Birmingham      | Billy Black         | Thomas Wenke         |

## Musik
Für die Filmmusik war der Komponist Howard Shore verantwortlich, der unter anderem die Herr-der-Ringe-Trilogie vertont hat. Zu diesem Film sind folgende Alben erschienen: Der Score mit der Filmmusik und der Soundtrack mit den Songs. Der Soundtrack existiert auch als Deluxe-Version, bei dem drei Bonustitel vorhanden sind, die auf dem normalen Album nicht zu finden sind.

### Score
1. „Riley“ – 1:53
2. „Compromise/Bella’s Theme“ – 2:44
3. „Bella’s Truck/Florida“ – 1:50
4. „Victoria“ – 2:18
5. „Imprinting“ – 2:07
6. „The Cullens Plan“ – 2:19
7. „First Kiss“ – 2:00
8. „Rosalie“ – 4:09
9. „Decisions, Decisions…“ – 1:50
10. „They’re Coming Here“ – 4:01
11. „Jacob Black“ – 2:13
12. „Jasper“ – 3:56
13. „Wolf Scent“ – 2:19
14. „Mountain Peak“ – 5:03
15. „The Kiss“ – 3:45
16. „The Battle/Victoria vs. Edward“ – 6:40
17. „Jane“ – 3:12
18. „As Easy as Breathing“ – 3:21
19. „Wedding Plans“ – 6:11

### Soundtrack
1. Metric – Eclipse (All Yours)
2. Muse – Neutron Star Collision (Love Is Forever)
3. The Bravery – Ours
4. Florence + the Machine – Heavy in Your Arms
5. Sia – My Love
6. Fanfarlo – Atlas
7. The Black Keys – Chop and Change
8. The Dead Weather – Rolling on a Burning Tire
9. Beck and Bat for Lashes – Let’s Get Lost
10. Vampire Weekend – Jonathan Low
11. Unkle – With You in My Head (feat. The Black Angels)
12. Eastern Conference Champions – A Million Miles an Hour
13. Band of Horses – Live on Earth
14. CeeLo Green – What Part of Forever
15. Howard Shore – Jacob’s Theme
16. MiMi – Don’t You Mourn the Sun (nur auf der Deluxe-Version)
17. Battles – The Line (nur auf der Deluxe-Version)
18. Bombay Bicycle Club – How Can You Swallow So Much Sleep (nur auf der Deluxe-Version)

## Auszeichnungen
2011 wurde der Film in neun Kategorien für die Goldene Himbeere nominiert, unter anderem in den Kategorien „Schlechtester Film“, „Schlechteste Regie“, „Schlechtestes Drehbuch“ und Kristen Stewart, Robert Pattinson und Taylor Lautner als „schlechteste Hauptdarsteller“. Der Antipreis wurde allerdings nur an Nebendarsteller Jackson Rathbone verliehen (ebenso für seine Darstellung in Die Legende von Aang). Im selben Jahr wurde Eclipse – Bis(s) zum Abendrot bei den MTV Movie Awards mit fünf Preisen ausgezeichnet (Bester Film, Kristen Stewart und Robert Pattinson als beste Darsteller, Beste Kampfszene, Bester Filmkuss).

## Fortsetzung
Am 24. November 2011 startete der erste Teil des 4. Teils Breaking Dawn – Biss zum Ende der Nacht, Teil 1.